# Pavel Rostovtsev
Pour l’article homonyme, voir Rostovtsev.
Pavel Aleksandrovitch Rostovtsev (en russe : Павел Александрович Ростовцев), né le 21 septembre 1971 à Gous-Khroustalny, est un  biathlète russe. Actif en Coupe du monde depuis la saison 1995-1996, il a pris sa retraite en 2006. En 2001, il remporte successivement deux titres mondiaux sur le sprint et la poursuite. En 2002, il finit deuxième de la Coupe du monde derrière Raphaël Poirée, après avoir gagné quatre courses cette saison. Lors des Jeux olympiques de Turin 2006, il est médaillé d'argent avec le relais russe.

## Biographie
Après sa carrière sportive achevée en 2006, il dirige le comité des sports de Krasnoïarsk. En 2007, sa femme Joulia Rostovtseva, aussi biathlète meurt à seulement 35 ans.

## Palmarès

### Jeux olympiques d'hiver
| Épreuve / Édition      | Individuel | Sprint | Poursuite | Départ en masse                  | Relais                             |
| ---------------------- | ---------- | ------ | --------- | -------------------------------- | ---------------------------------- |
| JO 2002 Salt Lake City | 6e         | 6e     | 5e        | Épreuve inexistante à cette date | 4e                                 |
| JO 2006 Turin          | 13e        | —      | —         | —                                | Médaille d'argent, Jeux olympiques |

Légende :
- : épreuve inexistante lors de cette édition.

### Championnats du monde
| Mondiaux \ Épreuve    | Individuel        | Sprint                   | Poursuite                | Départ en masse                  | Relais                   |
| 1997 Osrblie          | —                 | 29e                      | 16e                      | Épreuve inexistante à cette date | 8e                       |
| 1999 Kontiolahti Oslo | 7e                | 51e                      | 35e                      | —                                | Médaille d'argent, monde |
| 2000 Oslo Lahti       | 14e               | Médaille d'argent, monde | Médaille d'argent, monde | Médaille d'argent, monde         | Médaille d'or, monde     |
| 2001 Pokljuka         | 8e                | Médaille d'or, monde     | Médaille d'or, monde     | 14e                              | 4e                       |
| 2002 Oslo             | JO Salt Lake City | JO Salt Lake City        | JO Salt Lake City        | 21e                              | JO Salt Lake City        |
| 2003 Khanty-Mansiïsk  | 14e               | 63e                      | —                        | 23e                              | Médaille d'argent, monde |
| 2004 Oberhof          | 16e               | —                        | —                        | —                                | —                        |
| 2005 Hochfilzen       | 47e               | —                        | —                        | —                                | Médaille d'argent, monde |

Légende :

 : première place, médaille d'or

 : deuxième place, médaille d'argent

 : troisième place, médaille de bronze

 : épreuve inexistante à cette date

— : pas de participation à cette épreuve

### Coupe du monde
- Meilleur classement général : 2e en 2002.
- Vainqueur du classement de l'individuel en 1999.
- 25 podiums individuels : 7 victoires, 12 deuxièmes places et 6 troisièmes places.
- 24 podiums en relais : 6 victoires, 11 deuxièmes places et 7 troisièmes places.

#### Détail des victoires
| Saison / Épreuve | Individuel | Sprint                  | Poursuite               | Mass start | Total |
| ---------------- | ---------- | ----------------------- | ----------------------- | ---------- | ----- |
| 1998-1999        | Osrblie    |                         |                         |            | 1     |
| 2000-2001        |            | Pokljuka (Ch. du monde) | Pokljuka (Ch. du monde) |            | 2     |
| 2001-2002        | Pokljuka   | Oberhof                 | Oberhof Östersund       |            | 4     |
| Total            | 2          | 2                       | 3                       | 0          | 7     |

#### Classements annuels
| Année | Classement général final |
| 1996  | 37e                      |
| 1997  | 17e                      |
| 1998  | 41e                      |
| 1999  | 6e                       |
| 2000  | 4e                       |
| 2001  | 4e                       |
| 2002  | 2e                       |
| 2003  | 12e                      |
| 2004  | 38e                      |
| 2005  | 80e                      |
| 2006  | 26e                      |